# Marlon Pantaleón
Marlon Fernando Pantaleón Ríos (Pasaje, El Oro, Ecuador) es un actor de teatro y cine, y director de teatro ecuatoriano, que ha implementado el estudio de la Técnica Meísner.

## Biografía

### Primeros años
Marlon Fernando Pantaleón Ríos nació en Pasaje, Provincia de El Oro, Ecuador, su padre es el deportista Jorge Pantaleón y su madre es la Licenciada Lupita Ríos.
Es licenciado en periodismo de la Universidad San Francisco de Quito. Realizó seminarios internacionales de política, comunicación y liderazgo en Washington, Estados Unidos. Hizo una maestría en derecho, comercio exterior y relaciones internacionales en Madrid, España.

### Cargos en revistas y emisoras
Se desempeñó como director o jefe de programaciones en los medios de Radio City, Súper K, BOO, nacional del estado, Informe Confidencial, y coordinador general de la radio pública del Ecuador.

### Técnica Meisner
Estudió teatro y actuación bajo la Técnica Meisner con el director Steven Ditmyer en la escuela de arte dramático Neighborhood Playhouse de Nueva York, y aprendió inglés en Alexandría, Estados Unidos.
Marlon Pantaleón es quien promueve en Ecuador la Técnica Meisner, luego de concretar talleres con profesores internacionales en 2011. Lo ha hecho desde 2011 con el actor estadounidense Steven Ditmyer en el Teatro Centro de Arte como coordinador general, donde tuvo el rol de traductor de Ditmyer, quien no conocía el idioma español, e impartió clases a actores y profesionales. También lo hizo junto al actor español Iñaki Moreno en septiembre de 2016 en el Centro de Convenciones de Guayaquil.
En julio de 2017, Marlon ocupa el cargo de director del Estudio Paulsen, el cual abrió sus puertas de la mano de la Fundación Albert Paulsen, donde imparte clases de actuación mediante la Técnica Meisner.

### Cine
Marlon protagonizó en 2016 la película de Xavier Bustamante, Entre Sombras: Averno, junto a Juan Pablo Asanza, Daniela Vallejo, Montse Serra, Aníbal Páez, Alexandra Zambrano, Henry Layana, Felipe Crespo y Luis Secaira.